# 진용 (영화)
진용(秦俑, 중국어: 古今大戰秦俑情)은 1990년에 개봉한 서극 제작, 정소동 감독의 홍콩 영화이다. 중국의 영화감독 장이머우와 배우 궁리가 주연을 맡았다. 병마용과 불로불사약과 환생을 매개로 진 시황제의 시대에서 1930년대, 현대로 이어지는 남녀간의 이야기를 엮었다. 특수효과가 인상적이다.

## SBS 성우진 (2006년 3월 11일)
- 최원형 - 몽천방(장예모)
- 송도영 - 한동아/주리리(궁리)
- 김승준 - 백운비(우영광)
- 신성호 - 진시황
- 이인성 - 서복
- 윤기황
- 차명화
- 서윤석
- 이명선
- 이장원
- 윤세웅
- 박신희
- 방성준